# Aeroportul Homer
Aeroportul Homer (IATA: HOM, ICAO: PAHO, FAA LID: HOM) este un aeroport din Alaska, Statele Unite ale Americii ce deservește zona Homer⁠(d). Aeroportul a fost tranzitat în 2019 de 92.734 de pasageri. A fost numit după zona deservită.
Situat la o altitudine de 26 m, aeroportul dispune de 1 pistă. Este operat de Alaska Department of Transportation & Public Facilities⁠(d).

## Infrastructură

### Piste
Aeroportul dispune de o singură pistă. Pista 04/22 are suprafața de asfalt și dimensiunile 6.701 picioare × 150 picioare. 